# 정성진 (법조인)
정성진(鄭城鎭, 1940년 7월 4일~2024년 4월 12일)은 대한민국의 법조인이다. 1963년 제2회 사법시험에 합격했고 제59대 법무부 장관, 2000년 국민대학교 총장을 역임하였다.

## 학력
- 경북고등학교 졸업
- 서울대학교 법학과 학사
- 서울대학교 사법대학원 법학
- 경북대학교 대학원 법학 박사

## 가족 관계
- 배우자: 서신덕(徐愼德)
  - 장남: 정재훈
  - 차남: 정승훈
  - 장녀: 정주현